# Primo viaggio di David Livingstone
Il primo viaggio di David Livingstone si svolse nel periodo 1852-56 quando esplorò l'entroterra africano scoprendo, lungo il corso del fiume Zambesi, le cascate Vittoria, cui diede il nome dell'allora Regina d'Inghilterra. Livingstone fu uno dei primi europei a fare un viaggio transcontinentale attraverso l'Africa. Lo scopo del suo viaggio era di aprire nuove vie commerciali e di accumulare informazioni utili sul continente africano. In particolare, Livingstone era un sostenitore delle missioni e del commercio nell'Africa centrale. Tornò in Inghilterra per ottenere supporto per queste sue idee e per pubblicare un libro dei suoi viaggi. Fu in questo periodo che si dimise dalla società missionaria alla quale apparteneva.

## Antefatti
Livingstone fu obbligato a lasciare la sua prima missione a Mabotsa in Botswana nel 1845 dopo che erano emerse differenze inconciliabili tra lui e il suo compagno di missione, Rogers Edwards, e perché i Bakgatla si stavano dimostrando indifferenti al Vangelo. Abbandonò successivamente la missione di Chonuane nel 1847 a causa della siccità e della vicinanza dei boeri e del suo desiderio di "andare [ad esplorare] nuove regioni". Alla missione di Kolobeng, Livingstone convertì il capo Sechele I nel 1849 dopo due anni di paziente persuasione, ma pochi mesi dopo la morte di Sechele vanificò i suoi sforzi.
Nel 1851, quando Livingstone lasciò finalmente Kolobeng, non usò questo fallimento per giustificare la sua partenza, sebbene avesse un ruolo importante nella sua decisione. Altrettanto importanti erano stati i tre viaggi a nord di Kolobeng che aveva intrapreso tra il 1849 e il 1851 e che lo avevano convinto che la migliore possibilità a lungo termine per l'evangelizzazione fosse esplorare il continente prima delle compagnie commerciale europee e di altri missionari, cartografando e navigando i suoi fiumi in vista di trasformarli in "Vie maestre della cristianità" verso l'interno del continente.

## Il viaggio
Livingstone partì dal villaggio di Linyanti, situato all'incirca al centro del continente, sul fiume Zambesi. Livingstone aveva raggiunto questo punto provenendo da sud, da Città del Capo, che era la base per le missioni di frontiera. Livingstone si diresse a nord-ovest, risalendo lo Zambesi, credendo di percorrere così la via migliore. Era forte dell'aiuto di 27 guide e guerrieri africani prestati da Sekeletu, capo del Kololo a Linyanti. Raggiunsero la città portoghese di Luanda sull'Atlantico dopo molte difficoltà e aver rischiato di morire per febbre. Livingstone si rese conto che il percorso sarebbe stato troppo difficile per i futuri commercianti già prima del viaggio di ritorno a Linyanti.
Con 114 uomini, prestati dallo stesso capo Sakeletu, partì in direzione est lungo lo Zambesi. In questa occasione divenne il primo europeo a vedere la cascata Mosi-oa-Tunya ("il fumo che tuona"), che chiamò cascate Vittoria in onore della regina Vittoria. Alla fine raggiunse con successo Quelimane sull'Oceano Indiano, avendo cartografato la maggior parte del corso del fiume Zambesi. Con questo viaggio, Livingstone divenne il primo europeo ad aver attraversato l'Africa da un Oceano all'altro a quella latitudine.

## Conseguenze
Il viaggio rese Livingstone famoso.  In realtà questa impresa non era senza precedenti: pochi anni prima, nel 1853-1854, due commercianti arabi avevano attraversato il continente da Zanzibar a Benguela; e nel primo decennio dell'800, due commercianti indigeni avevano effettuato un viaggio dall'Angola al Mozambico; e mercanti portoghesi erano già penetrati al centro del continente partendo dalle sponde di entrambi gli oceani.  Tuttavia, i portoghesi non avevano fatto la traversata completa e i tentativi di extraeuropei erano poco conosciuti in Europa. Pertanto, Livingstone fu salutato come l'esploratore che "aprì la strada" al continente africano.
Livingstone predicò il Vangelo agli africani non convertiti. Come altri missionari dell'epoca, ebbe pochissimo successo e gli viene attribuita una sola conversione.
Livingstone sostenne l'istituzione di missioni commerciali e religiose nell'Africa centrale, ma predicò per l'abolizione della tratta degli schiavi africani, attuata dai portoghesi di Tete e dagli arabi swahili di Kilwa. Questa lotta divenne il suo obiettivo principale. Il suo motto, ora inciso sulla sua statua presso le cascate Victoria: Cristianesimo, commercio e civiltà, è una sintesi di ciò che sperava potesse costituire un modello alternativo alla tratta degli schiavi e conferire dignità agli africani. Livingstone credeva che la chiave per raggiungere questi obiettivi fosse la navigazione sul fiume Zambesi come via maestra della cristianità verso l'interno del continente.